# Château d'Ampfurth
Le château d'Ampfurth est un château situé dans le village d'Ampfurth faisant partie de la municipalité d'Oschersleben en Saxe-Anhalt (Allemagne). Construit au début du XVIIe siècle, il s’agit d'un domaine patricien marquant en style Renaissance.

## Historique

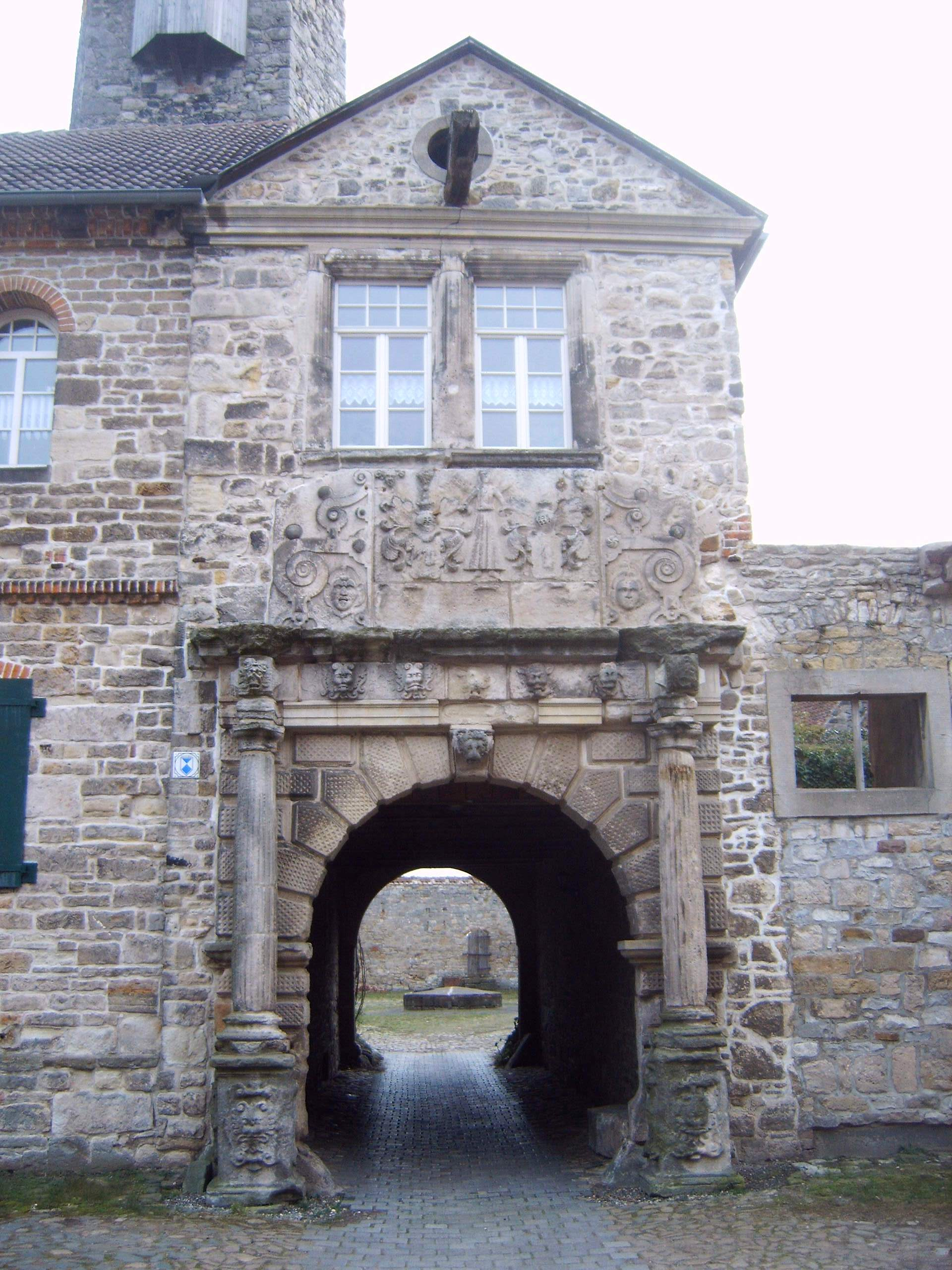
Porte d'entrée.

Un premier château fort à Ampfurth en Saxe (Ostphalie) est mentionné en 1144 ; les fondations remontent possiblement au IXe siècle. L'année suivante, Amfrideslove figure dans un registre des possessions de l'abbaye de Berge. Le domaine appartient à l'archevêché de Magdebourg en 1257 et aux seigneurs von der Asseburg en 1381 qui sont enterrés dans la chapelle du château.
Le château actuel est construit entre 1608 et 1615. Il est acheté en 1712 par un conseiller de la chambre du Brunswick-Lunebourg, Lohse, pour 73 500 thalers, puis il appartient à la couronne de Prusse. La grande tour sert de station télégraphique de 1835 à 1849 de Berlin à Coblence.
La famille von Wahnschaffe est propriétaire du château depuis 1997. La partie nord et la partie ouest servent d'habitation, tandis que les anciennes écuries servent de lieux d'exposition pour les associations culturelles locales.

## Source
- (de) Cet article est partiellement ou en totalité issu de l’article de Wikipédia en allemand intitulé « Schloss Ampfurth » (voir la liste des auteurs).